# Народная партия Абхазии
Народная партия Абхазии (абх. Аԥсны Ажәлартә Апартиа, груз. აფხაზეთის სახალხო პარტია) — старейшая политическая партия в Абхазии. В своих рядах насчитывает более тысячи человек. Имеет свои организации в большинстве регионов страны. Самой крупной из них является столичная организация.

## История партии
Партия была создана 20 марта 1992 года. С 1999 года НПА становится первой конструктивно-оппозиционной к власти партией. С сентября 1999 года председателем Политического Совета Партии является Лакоба Якуб Васильевич.
На первых президентских выборах в октябре 1999 года НПА явилась единственной партией, попытавшейся (позволившей себе) добиваться проведения этих выборов на альтернативной основе.
29 июля 2003 года НПА заключила «Декларацию Солидарности Народной Партии Российской Федерации и Народной Партии Абхазии», , 30 января 2008 года Соглашение «О сотрудничестве между Партией Экономического Развития Абхазии и Народной Партией Абхазии», 3 ноября 2009 года «Соглашение Народной Партии Абхазии и Конгресса русских общин соотечественников России в Абхазии».